# Leubok Pirak
Leubok Pirak is een bestuurslaag in het regentschap Aceh Utara van de provincie Atjeh, Indonesië. Leubok Pirak telt 121 inwoners (volkstelling 2010).